# Frank Cali
Francesco Paolo Augusto Cali (n. 26 martie 1965, New York City, New York, SUA – d. 13 martie 2019, New York City, New York, SUA), cunoscut sub numele de "Frank" sau "Franky Boy", a fost un căpitan în exercițiu al Gambino crime family din fracțiunea Staten Island. Autoritățile  îl consideră a fi "ambasador al mafiei siciliene" și legaturi sale de Inzerillo Mafia family din Palermo. "Cali este văzut ca un om de influență și putere de către membrii crimei organizate din Italia," în conformitate cu U.S.Attorney Joey Lipton.

## Primii ani
Frank Cali s-a născut în New York City. Tatăl său este originar din Palermo, Sicilia, care rulează un magazin de marfuri de uz casnic în Palermo numit "Ballarò" la 21 de Via Candelai, un cartier din Palermo, și un magazin de video numit "Arcobaleno Italiano Inc" în Bensonhurst, Brooklyn. El a umblat între cele două orașe. Tatăl său are un record curat, chiar dacă el a fost menționat în cadrul investigațiilor în Pizza Connection atunci când poliția a descoperit că el a fost un partener a lui Domenico Adamita, aliat cu capul mafiei siciliene Gaetano Badalamenti. El este nepotul mai multor mafioti sicilieni John Gambino, Joseph Gambino și Rosario Gambino, care sunt veri îndepărtați de Carlo Gambino și are legături strânse cu o puternică familie siciliană condusă de Salvatore Inzerillo. El este, de asemenea, un nepot a lui Giovanni Bonventre și Bonventre Vito, inclusiv o rudă îndepărtată a lui Paul Castellano, fostul șef al Gambino crime family.